# El libro de las misiones
El libro de las misiones es una obra de José Ortega y Gasset publicada en 1940 en Argentina, que recoge tres reflexiones sobre la misión del bibliotecario, la misión de la universidad y la traducción.

## Argumento
Los  principales se centran en  concepto de "misión", que para Ortega y Gasset significa:
“...lo que un hombre tiene que hacer en su vida… En nuestra mano está querer realizarlo o no, ser fieles o ser infieles a nuestra vocación… He aquí por qué toda vida humana tiene misión… La idea de misión es, pues, un ingrediente constitutivo de la condición humana, y como antes decía: Sin hombre no hay misión, podemos añadir: Sin misión no hay hombre.”
Sobre la misión de la universidad Ortega articula su discurso desde tres ideas: la misión cultural, la formación de buenos profesionales y la formación científica, y la recorre uno de sus términos preferidos, la "barbarie del especialismo".
El ensayo sobre la misión del bibliotecario se enfoca, desde la historia del libro, tratando el "libro como conflicto", ante la explosión de la producción editorial en todos los campos del saber, y usa la metáfora del bibliotecario como "domador del libro enfurecido".

## Historia editorial
Los textos que componen el libro proceden, como es habitual en Ortega, de sendas conferencias. El discurso sobre la misión de la universidad se realizó en 1930 por invitación de la Federación Universitaria Escolar, tras la restitución de su cátedra, y el de la misión del bibliotecario fue el discurso inaugural del Congreso Internacional de Bibliotecas y Bibliografía celebrado en Madrid, el 20 de mayo de 1935. La misión del bibliotecario se recogió en las Actas del congreso y en la Revista de Occidente en 1935. La misión de la universidad fue publicado en el periódico El Sol y editado por Revista de Occidente en 1930 con el subtítulo "sobre reforma universitaria". Durante la década también tuvo varias ediciones, emparejado con otros ensayos como La rebelión de las masas o "Kant, la deshumanización del arte".
La edición del libro corresponde al periodo inmediato al final de la guerra civil y la escisión de la editorial Espasa, a la que Ortega estaba estrechamente vinculado. Se edita en un periodo de intensa actividad de Ortega, recién afincado en Buenos Aires. La primera edición, con una tirada de 6000 ejemplares, aparece en la colección Austral con el número 101, fechada el 2 de enero de 1940. Ha tenido numerosas reediciones: 2.ª (agosto 1942), 3.ª (marzo 1944), 4.ª (diciembre 1945), 5.ª (1950), 6.ª (1955), 8.ª (1965), 9.ª (1976). Pertenece a la conocida como "serie verde", correspondiente a Ensayos y filosofía.
También ha sido publicado por otras editoriales como Revista de Occidente, Ediciones El Arquero y Biblioteca Nueva. Algunas de las ediciones posteriores han optado por encabezar la obra por uno de los ensayos principales, con títulos como "Misión del bibliotecario y otros ensayos afines" o "Misión de la universidad y otros ensayos sobre educación y pedagogía".
De entre las diferentes ediciones de sus obras completas (Revista de Occidente, Alfagura, Alianza, Fundación Ortega-Marañón), la edición de la Fundación Ortega-Marañón recoge la misión de la universidad en tomo IV (1926-1931), y la misión del bibliotecario y el ensayo sobre la traucción, en el tomo V (1932-1940).

## Influencia posterior
El discurso sobre misión de la universidad, además del impacto contemporáneo para la política educativa de la República, es una cita recurrente en un buen número de textos sobre reforma universitaria y renovación pedagógica en España. Santiago Fortuño Llorens, al prologar una edición actual, explica así su vigencia:

Misión de la Universidad" es la reflexión de Ortega y Gasset sobre una institución que conocía administrativa y vivencialmente. Mucho ha cambiado cuantitativa y cualitativamente la universidad española desde 1930, pero sigue siendo necesario precisar con claridad cuál es el lugar asignado a la universidad en la educación, a qué debe aspirar: si a ser primordialmente lugar de transmisión y crítica de conocimientos, de preparación para el mercado laboral o ensamblaje de ambos. Constituye un reto justipreciar las metas alcanzadas y describir las de la universidad del momento presente; establecer el papel integrador de la cultura, la conexión de los planes y programas de los estudios técnicos y humanísticos a la luz del proyecto de Ortega y Gasset, determinar las exigencias de la docencia e investigación, relacionar la universidad con la sociedad en sus diversos ámbitos, alcanzar, en suma, una educación y formación universitarias integradoras de la profesión y de la cultura a la altura de nuestro tiempo.
Santiago Fortuño Llorens

Más de setenta años después de pronunciado el discurso, seguimos encontrándolo citado como punto de referencia clásico en ensayos sobre la universidad, como por ejemplo en "La universidad cercada. Testimonios de un naufragio".